# 大龍寺 (東大阪市)
大龍寺（たいりゅうじ）は、大阪府東大阪市にある黄檗宗の寺院。本尊は十一面観音であり、河内西国霊場の第28番札所である。

## 由緒
聖徳太子により創建され、自作の観音像を安置したと伝えられている。当初は厳松寺と称された。
応仁の乱や大坂の陣を経て焼失・荒廃。
貞享3年（1686年）に泰宗禅師により再建、大龍寺と改称された。

## 文化財
市指定有形文化財
- 仏殿
- 斉堂
- 開山堂
- 総門

## 札所
河内西国霊場
27 観音寺　--　28 大龍寺　--　29 菩提寺